# Ted-Jan Bloemen
Ted-Jan Bloemen (Leiderdorp, 16 agosto 1986) è un pattinatore di velocità su ghiaccio olandese naturalizzato canadese.

## Palmarès

### Olimpiadi
- 2 medaglie:
  - 1 oro (10000 m a Pyeongchang 2018)
  - 1 argento (5000 m a Pyeongchang 2018)

### Mondiali distanza singola
- 8 medaglie:
  - 1 oro (5000 metri a Salt Lake City 2020)
  - 5 argenti (inseguimento a squadre a Heerenveen 2015; 10000 metri a Kolomna 2016; 10000 metri a Salt Lake City 2020; inseguimento a squadre a Heerenveen 2021; 10000 m a Calgary 2024)
  - 2 bronzi (inseguimento a squadre a Kolomna 2016; 10000 m a Heerenveen 2023)

### Coppa del Mondo
- Vincitore della classifica generale di Coppa del Mondo lunghe distanze 2018